# TuS Glane
Der TuS Glane ist ein Sportverein aus dem Bad Iburger Stadtteil Glane im Landkreis Osnabrück, Niedersachsen. Er ist bekannt durch seine erfolgreiche Tischtennisabteilung.

## Geschichte
1929 wurde der Verein DJK Glane gegründet. Er bestand damals aus den Sparten Fußball, Leichtathletik und Turnen. 1935 wurden die DJK-Sportverbände vom Naziregime verboten. Davon betroffen war auch die DJK Glane, die sich in TuS Glane umbenannte. 1946 änderte der Verein auf Anweisung der Detmolder Militärregierung seinen Namen in VfL Glane-Iburg, bevor am 4. Juli 1949 der TuS Glane neu gegründet wurde. Im März 2017 scheiterte eine geplante Verschmelzung mit dem VfL Bad Iburg zum SC Bad Iburg/Glane, da auf Glaner Seite die notwendige 75-Prozent-Mehrheit knapp verfehlt wurde.

## Tischtennis

### Geschichte
Die Tischtennisabteilung wurde 1969 von Hubert Boymann gegründet. Unter seiner Leitung und mit Hilfe des Trainers Stefan Rauterberg (bis 1993) stieg die Damenmannschaft bis in die Bundesliga auf, wo sie sich von 1987 bis Mitte der 1990er Jahre behauptete. Gleichzeitig spielte die 2. Mannschaft in der 2. Bundesliga. Der größte Erfolg war 1992/93 der Gewinn des ETTU-Nancy-Evans-Cups. Im Endspiel besiegten Mirjam Hooman, Christiane Praedel und Anke Schreiber das Team von Montpellier mit 4:2. Ein Jahr später erreichte Glane erneut das Endspiel des ETTU-Cups, verlor jedoch gegen Rot-Weiß Klettham-Erding. Am Ende der Saison 2008/09 wurde die 1. Damenmannschaft aus der 2. Bundesliga zurückgezogen.

### Spielerinnen (Auswahl)
| - Chen Hong (ab 1990) - Birgit Giebel (bis 1991) - Brigitte Hofhus - Mirjam Hooman (ab 1992) - Regina Klüppel - Sabine Linnemeyer - Birgit Löhr - Heike Ludewigs (ab 1988) | - Anja Luttmann - Louise Maertensson (ab 1989) - Olawunmi Majekodunmi (1989/90) - Annette Mausolf (1986–1996) - Tünde Nemes (ab 1987) - Christiane Praedel (1984–1991, seit 1992) - Ulla Rottmann (ab 1991) - Alena Šafářová (1991/92) | - Mandy Sainsbury (ab 1988) - Ulrike Sallandt (ab 1990) - Anke Schreiber (1992–1994) - Monika Stork (1988–1992) - Rosalia Stähr - Nicole Stromberg - Jessica Wirdemann |

## Fußball

### Geschichte
Nach vielen Jahren auf Kreisebene gelang den Fußballern des TuS Glane im Jahre 1975 der Aufstieg in die Bezirksklasse und zwei Jahre später der in die Bezirksliga. Nach nur einer Saison ging es für die Glaner 1978 wieder runter in die Bezirksklasse, die für die folgenden Jahre zur sportlichen Heimat wurde. Nach Vizemeisterschaften in den Jahren 1991 und 1993 hinter dem TuS Borgloh und Viktoria Georgsmarienhütte schafften die Glaner dann 1994 die Rückkehr in die Bezirksliga. Dort hatte der TuS allerdings Pech. Aufgrund einer Ligaform wurden aus den bislang drei Bezirksligen deren zwei, so dass der siebte Platz nicht zum Klassenerhalt reichte. 1998 erreichten die Glaner als Vizemeister die Aufstiegsrunde zur Bezirksliga, scheiterten aber an Falke Steinfeld. Ein Jahr später stieg der TuS als Meister auf und schaffte in der folgenden Saison 1999/2000 den Durchmarsch in die Landesliga Weser-Ems. Platz drei in der Saison 2000/01 bedeutete den sportlichen Zenit der Glaner, die nur ein Jahr später wieder absteigen mussten und sich 2004 in die Bezirksklasse verabschiedeten. Bei der Ligareform von 2006 qualifizierte sich der TuS Glane für die Bezirksliga, aus der die Mannschaft als Tabellenletzter abstieg. Seitdem treten die Fußballer des TuS Glane in der Kreisliga Osnabrück-Land an.

### Persönlichkeiten
- Julia Kassen
- Gerrit Nauber
- Lisa-Marie Scholz
- Leon Tigges
- Steffen Tigges
- Maren Wallenhorst